# Ellisville (Missouri)
Pour les articles homonymes, voir Ellisville.
Ellisville est une ville du comté de Saint-Louis, dans le Missouri, aux États-Unis,. Située au sud-ouest du comté, elle est incorporée en 1932.
En 2009, Ellisville est citée, par le magazine Money, au 25e rang des meilleures villes à vivre aux États-Unis.

## Démographie
Lors du recensement de 2010, la ville comptait une population de 9 133 habitants. Elle est estimée, en 2016, à 9 224 habitants.

### Source de la traduction
- (en) Cet article est partiellement ou en totalité issu de l’article de Wikipédia en anglais intitulé « Ellisville, Missouri » (voir la liste des auteurs).